# Dème de Véria
Le dème de Véria, en grec moderne : Δήμος Βέροιας / Dímos Vérias, est un dème du district régional d'Imathie, en Macédoine-Centrale, Grèce. Le dème actuel résulte de la fusion, en 2010, des anciens dèmes d'Apóstolos Pávlos, de Dovrás, de Makedonída, de Vergína et de Véria.
Selon le recensement de 2011, la population du dème compte 48 306 habitants, tandis que celle de la ville de Véria s'élève à 66 547 habitants.
Le siège du dème est la ville de Véria.